# Nowe przygody szwajcarskiej rodziny Robinsonów
Nowe przygody szwajcarskiej rodziny Robinsonów (ang. The New Swiss Family Robinson) – amerykański film przygodowy z 1998 roku w reżyserii Stewarta Raffilla na podstawie powieści Szwajcarscy Robinsonowie Johanna Davida Wyssa.

## Opis fabuły
Jack (James Keach) i Anna (Jane Seymour) Robinsonowie z dziećmi wyruszają w rejs jachtem z Hongkongu do Sydney. Udaje im się umknąć groźnym piratom, którzy za nimi podążali. W czasie burzy jacht rozbija się i cała rodzina trafia na bezludną wyspę.

## Obsada
- James Keach – Jack Robinson
- Jane Seymour – Anna Robinson
- Blake Bashoff – Todd Robinson
- Jamie Renée Smith – Elizabeth Robinson
- John Mallory Asher – Shane Robinson
- David Carradine – Sheldon Blake